# Pussycat Dolls
A Pussycat Dolls egy amerikai popegyüttes és tánccsoport volt, melynek kitalálója Robin Antin volt. A PCD hivatalosan 1995-ben alakult meg Los Angelesben, de akkor még csak tánccsoportként működtek. Miután országszerte ismertek lettek, 2003-ban Antin megállapodott az Interscope Records-szal, és ezentúl már zenéléssel is foglalkoztak. Ekkor alakult meg a jelenlegi Pussycat Dolls. Tagjai Nicole Scherzinger, Carmit Bachar, Ashley Roberts, Jessica Sutta, Melody Thornton, és Kimberly Wyatt. Debütáló kislemezük, a Sway, szerepelt a 2004-es Hölgyválasz című film filmzenéjén.
A Pussycat Dolls első albuma 2005-ben jelent meg PCD címmel. Az album rögtön az ötödik helyen debütált az amerikai Billboard 200 albumeladási listán, és olyan slágerek hallhatók, rajta, mint a Don't Cha, a Buttons és a Stickwitu, melyekért az együttest később több Grammy-díjra is jelölték. Azonban a kereskedelmi sikerek ellenére, a csoportot belső konfliktusok gyötörték, a Scherzingerre, a csapat vezető énekesére helyezett hangsúly, és a többi taggal szembeni alárendelt bánásmód miatt. Miután a csapatból kilépett Carmit Bachar, a lányok tartottak egy kis szünetet, de három évvel később 2008-ban megjelent második, egyben utolsó albumuk Doll Domination címmel, melyről három világszerte sikeres kislemez jelent meg: a When I Grow Up és az I Hate This Part valamint a Jai Ho. Az ezt követő 2009-es világ körüli turné után a csapat szünetet tartott, majd 2010-ben teljesen feloszlott. Az eredeti felvételi felállás, Thornton nélkül, egy közelgő turnéval és egy új albummal jelentette be újraegyesülését 2019-ben. A Covid19-pandémia miatti súlyosbodó helyzet, valamint a szerződésszegések és a logisztikai problémák miatt azonban 2022-ben a találkozót törölték, ami bizonytalanná tette a csoport sorsát és egy esetleges feloszlását.
Sikerükhöz hozzájárul – és sokan kritizálják őket – a nyíltan szexuális kisugárzású táncaik miatt és azért, mert a hangsúly Nicole Scherzingeren van, aki énekli az együttes dalait, a többi lány pedig csak vokálozik mögötte. 2009-ben az együttest az a megtiszteltetés érte, hogy ők lehettek Britney Spears turnéjának nyitózenekara.

## Történet

### 1995–2002: A kezdetek burleszk tánccsoportként
1990-ben Robin Antin és barátnője Christina Applegate elkezdett dolgozni egy modern tánccsoport megalapításán. A tánccsoport első fellépése 1995-ben volt. Ebben az időszakban több vendég vokalistával felléptek az 1950-es és 1960-as évek tradicionális popzenei repertoárjával, miközben fehérneműben vagy ódivatú, pin-up kosztümökben voltak. 1995-2001 között a Los Angeles-i The Viper Room nevű nightclubban léptek fel csütörtök esténként. Az együttes akkor vált igazán híressé, amikor 1999 júniusában az akkori hét kortárs tag (Kasey Campbell, Kiva Dawson, Antonietta Macri, Erica Breckels, Katie Bergold, Erica All Gudis és Lindsley Allen) szerepelt a Playboy magazinban félmeztelenül. Három évvel később a The Roxy Theatre nevű nightclubban léptek fel esténként. Ekkorra már az együttest az Amerikai Egyesült Államokban ismerték, több magazin címoldalán, televízióban (különösen az MTV-n és a VH1-on), filmekben szerepeltek és több kampányban is részt vettek. 2003-ban szerepeltek a Charlie angyalai: Teljes gázzal című filmben, ahol eltáncolták a The Pink Panther Theme-et. A film kapcsán szerepeltek Pink Trouble című videóklipjében. 2002-ben Christina Applegate-tel, Christina Aguilerával és Carmen Electrával (aki az együttes tagja is volt és fellépett több műsorban is) egyetemben szerepeltek a Maxim magazinban, ami még jobban megnövelte ismertségüket. Népszerűségüknek és Jimmy Iovinenek és Ron Fairnek, zenei producereknek köszönhetően a Pussycat Dolls új felállással átalakult egy popzenei formációvá, amely az Interscope Records együttese lett. Az együttesben csak Carmit Bachar, Cyia Batten, Kasey Campbell, Ashley Roberts, Jessica Sutta és Kimberly Wyatt maradtak meg. 2003-ban csatlakozott hozzájuk Nicole Scherzinger és Melody Thornton.

### 2003–2007: Hangfelvételi csoportalakítás ésPCD
2003-ban Nicole Scherzinger – az egykori Popstars műsor győztese – a Pussycat Dolls tagja lett és az együttes első számú énekesnője. Még ugyanebben az évben Melody Thorntont is bevették a csapatba, hogy megerősítsék a vokált is. Ekkor alakult ki a zenei együttes első felállása: Nicole Scherzinger, Melody Thornton, Carmit Bachar, Kimberly Wyatt, Ashley Roberts, Jessica Sutta és Kaya Jones (aki a Sway című videóklip forgatása után otthagyta az együttest). A lemezfelvételek közben elkészítették a lányok fellépőruháit, amelyeken több különböző jel mellett látható a PCD. Ezekből, a ruhákból annak idején több példány kelt el, mint, más márkás ruhából és kiegészítőből (főleg az előadások alatt és a honlapon veszik a ruhákat a rajongók). A PCD dalai pop és R&B stílusúak. Néhány dalban szerepel egy vendég rapper. Az első zenei felkérésük 2004-ben volt, amikor felkérték őket a Cápamese és a Hölgyválasz című filmek egy-egy betétdalának feléneklésére. Az együttes első kislemeze és videóklipje a Hölgyválasz betétdalából a Sway című dalból készült.
2005. szeptember 13-án jelent meg a Pussycat Dolls első albuma PCD címmel. Az album rögtön az ötödik helyen debütált az amerikai Billboard 200 albumeladási listán. Az album első kislemeze a Busta Rhymessal közös Don't Cha több nemzetközi slágerlistán elérte az első helyet: (Egyesült Királyság, Ausztrália, Kanada) és az amerikai Billboard Hot 100 slágerlistán elérte a második helyet. A kislemezért az együttes megkapta a Billboard Music Awardon az Év kislemeze díjat és a Hot Dance Music/Club Play díjat.
Az albumról a Don’t Cha-n kívül még öt kislemez jelent meg. A következő kislemez egy lírai dalból a Stickwituból készült. A dalból letöltések és maxi formájában összesen 3 millió példány kelt el világszerte. A dal ötödik lett az USA-ban és ez lett a második daluk amivel vezetni tudták a Brit kislemezlista slágerlistát. A dalért Grammy jelölést is kaptak a Legjobb popegyüttes dala kategóriában. Az album harmadik kislemeze a will.i.ammel készült Beep című dalból készült. A kislemez nem lett olyan sikeres, mint az előző kettő, de ez a szám is első lett több nemzetközi slágerlistán. A negyedik kislemez a Snoop Doggal készült Buttons című volt, amely Amerikában elérte a harmadik helyet. Az ötödik kislemez az I Don't Need a Man című dal lett, amely Ausztráliában, Írországban, Új-Zélandon és Angliában is bekerült a Top10-be az ottani slágerlistákon. Az album hatodik és egyben utolsó kislemeze a Timbalanddel készült Wait a Minute, amely a világ legtöbb slágerlistáján bekerült a Top40-be.
2008. március 8-án Carmit Bachar az együttes hivatalos oldalán közölte, hogy elhagyja a lányokat. Így a Pussycat Dolls 5 tagra csökkent. Távozása idején ő volt a leghosszabb ideig fellépő tagja a csoportnak, 1995-ben csatlakozott, amikor még tánccsoportként működtek.

### 2008–2010: Doll Domination és feloszlás

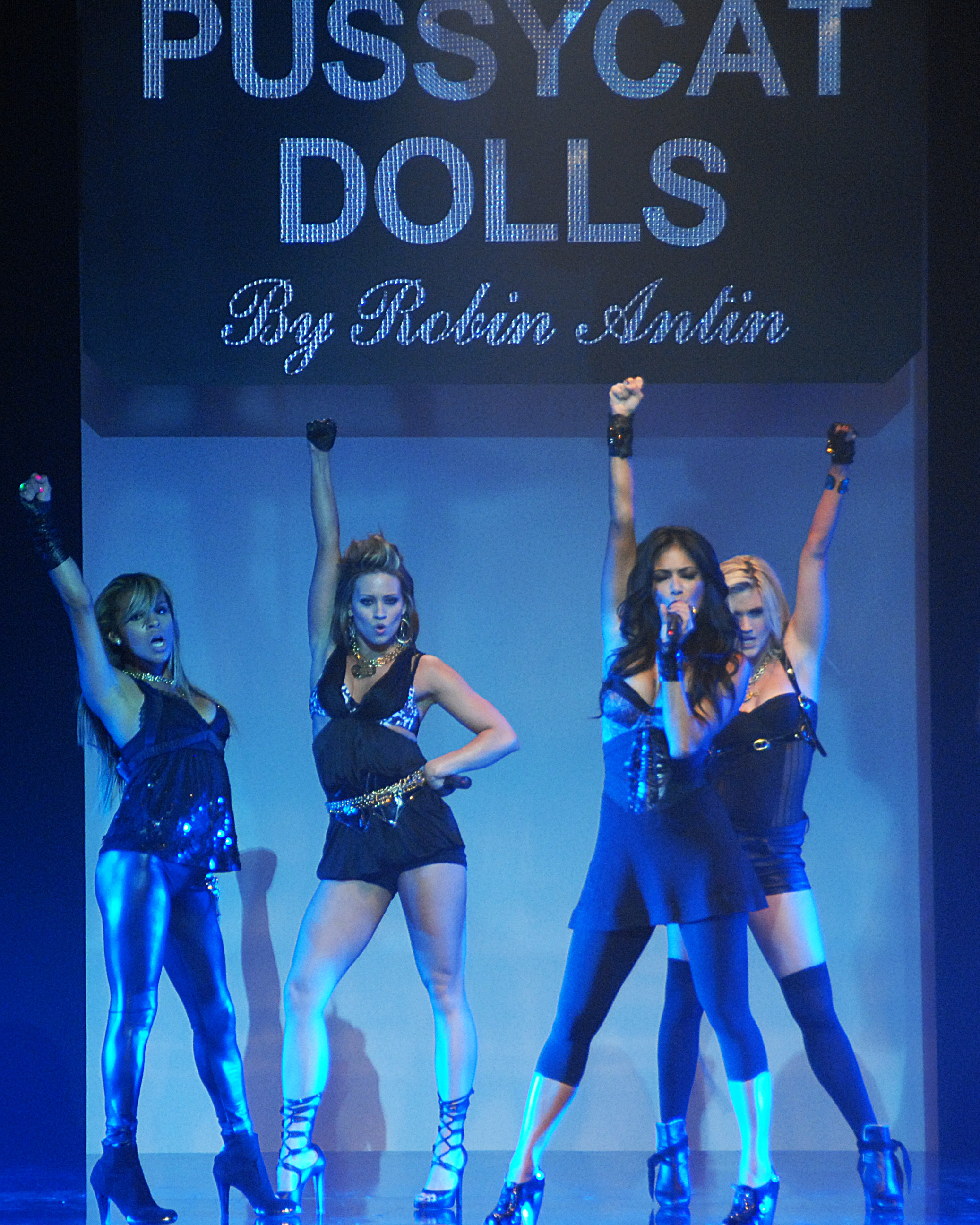
A Pussycat Dolls 2008-ban

Egy rövid szünet után 2008 májusában a Pussycat Dolls új kislemezzel jelentkezett, When I Grow Up címen, amely második albumuknak a Doll Dominationnek az előfutára volt. Az album producere Rodney "Darkchild" Jerkins volt.
A dal először élőben május 20-án a Jimmy Kimmel Live!-ban hangzott el, majd később június 1-jén az MTV Movie Awardson.
A kislemez 2008. május 27-én jelent meg, a világ legtöbb slágerlistáján bekerült a Top10-be. A kislemez az amerikai Billboard Hot 100 slágerlistán kilencedik, a Billboard Hot Dance Club Play listán pedig első lett. A When I Grow Up az UK Singles Charton a harmadik helyet érte el.
A PCD második albuma 2008. szeptember 20. és szeptember 23. között jelent meg világszerte és olyan, neves zenészek dolgoztak rajta, mint Dr. Dre, Timbaland, The Clutch, Sean Garrett, Quiz & Larossi, New Kids on the Block, Scott Storch, Darkchild, Fernando Garibay, Ryan Tedder, Mark Taylor, és Taio Cruz, vagy éppen Lady Gaga.
2008-ban a malajziai Genting Highlandsban felléptek az MTV Asia Awardson, ahol előadták Buttons és When I Grow Up című dalaikat, majd felléptek Szingapúrban a Singfesten, több híres előadóval együtt. A fesztiválon előadták a Buttonst, a Don't Chát és a When I Grow Upot.
A Doll Domination második kislemeze az I Hate This Part című dalból készült. A kislemez eredetileg nem sokkal a Missy Elliottal közös Whatcha Think About That után jelent meg, de az I Hate This Part sokkal népszerűbb lett, ezért háttérbe szorította a Whatcha Think About Thatet, amit csak a radiók játszottak, de még így is 70. lett a Billboard Pop 100 slágerlistán és 66. a Canadian Hot 100 slágerlistán. Később a Whatcha Think About That az album harmadik kislemezeként jelent meg Angliában, ahol elérte a kilencedik helyet.
Az I Hate This Part 2008 októberében és novemberében jelent meg világszerte, és a legtöbb országban bekerült a top40-be. Először az ausztráliai slágerlistára került fel, ahol a 45. helyen debütált és végül a tizedik helyet érte el. A dal a Billboard Hot 100 sklágerlistán tizenegyedik lett, a Brit kislemezlistaon pedig tizenkettedik.
2008. december 11-én az együttes fellépett a London Palladiumban megrendezett Royal Variety Performance-en. A Royal Variety Performance egy bál, amit minden évben megrendeznek a legnagyobb brit színházban, és ahol pénzt gyűjtenek az Entertainment Artistes Benevolent Fund (Szórakoztató Előadók Jótékonysági Alapja) szervezetnek. A bálon ott volt az egész Royal család, és megtiszteltetésnek tartották, hogy részt vehettek ezen a gyűjtésen.
Az album negyedik kislemeze eddig csak Észak Amerikában és harmadik kislemezként az óceániaia térségben jelent meg. A kislemez a Snoop Doggal készült Bottle Pop című dalból készült. Ebből a kislemezből is készült videóklip, de abban nem szerepel Snoop Dogg, így a teljes dal csak az albumon hallható.
2009-ben a Pussycat Dollst felkérték az MTV új valóságshowjának a The City főcímdalának feléneklésére. A dal címe Top Of The World lett és felkerült a Pussycat Dolls március 31-én megjelenő, Doll Domination 2.0 című válogatáslemezre.
2009-ben felkérték a lányokat a The Secret Dreamworld of a Shopaholic című film egyik betétdalának, a Bad Girlnek a feléneklésére. A dal producere Polow da Don volt.
2009-ben a Pussycat Dolls elkészítette a 8 Oscar-díjat nyert film (Gettómilliomos) főcímdalának angol verzióját. A szám eredeti verzióját A. R. Rahman írta, aki felkérte Nicole Scherzingert a dal angol szövegének megírására. A dal megszületett és ostromolta a slágerlistákat. A Jai Ho eddigi csúcshelyezései: Amerikában a 15. lett, Ausztráliában pedig 1. Az album utolsó két ezután kiadott kislemeze a Bottle Pop és a Hush Hush; Hush Hush vezették az amerikai Hot Dance / Club Songs listáját.
2010 februárjára az együttes több tagja, Jessica Sutta, Ashley Roberts, Kimberly Wyatt, és Melody Thornton is bejelentették távozásukat a csapatból, miután Robin Antin elismerte, hogy új tagok csatlakoznak Scherzingerhez. Később Wyatt tudomásul vette, hogy "a csapat teljesen feloszlott". 2010 májusában négy új tag csatlakozott Scherzingerhez, aki év végén távozott a csapatból, hogy szólókarrierjére összpontosítson. 2011-ben további kísérletek történtek a csapat újjáépítésére, amely 2015-ben feloszlott, 9 hónappal azután, hogy Simone Battle tag öngyilkosságot követett el a depressziójával vívott csatáját követően, majd 2016-ban trióban tért vissza.

### 2017–2022: Újraegyesülés, turnézás és második feloszlás
2017 októberében Dan Wootton, a The Sun munkatársa arról számolt be, hogy Roberts, Scherzinger, Sutta, Wyatt, és Thornton fontolóra veszik az újraegyesülést, és egy turné indítását 2018-ban, egyelőre Bachar nélkül. A következő héten közösségi média oldalakat hoztak létre, amelyek tovább ösztönzik az újraegyesülés spekulációit. 2018. április 25-én Wyatt azt állította, hogy a zenekar 2018 vége előtt újra összeállhat. Később, 2019 szeptemberében az ET arról számolt be, hogy Scherzinger csatlakozott a zenekar egykori tagjaihoz stúdió ülések közepette, és a csapat egyesítése egy Greatest Hits turné keretében történik majd 2020-ban. Louis Walsh a The X Factor (Egyesült Királyság) mentora megerősítette, hogy a csapat fellép az X Faktor: Hírességben 2019. november 30-án. A csapat ezután megerősítette újraegyesülését a Heart nevű brit rádióállomáson, megerősítve, hogy Bachar, Roberts, Scherzinger, Sutta és Wyatt új zenén dolgoznak és kilenc turné dátumát jelentették be az Egyesült Királyságban 2020-ban. Az interjú során Scherzinger megjegyezte, hogy körülbelül 10 év telt el a csapat utolsó turnéja óta. Robin Antin, a csapat alapítója szerint Thornton nem fog velük tartani, az együttes azonban kijelentette, hogy megadják neki a lehetőséget, és örömmel fogadnák, ha később úgy döntene, hogy csatlakozik hozzájuk.
Az X Faktor: Hírességek fináléja során a csapat előadta Don't Cha, Buttons, és a When I Grow Up című slágereit, valamint egy vadonatúj dalt, a React-et. Turnéjuk Unfinished Business és The Reunion Tour névre hallgat, amelyet 2021-re halasztottak a koronavírus-járvány miatt. Sutta azt is megerősítette, hogy új album készül. Azt is bejelentették, hogy fellépnek a Newmarket Nights rendezvényén, amelyet évente rendeznek a Newmarket Racecourse helyszínén. 2020. január 31-én az amerikai énekes, dalszerző, Meghan Trainor megjelentette harmadik albumát, a Treat Myself-et, amelynek "Genetics" című dalán az együttes is közreműködik. 2021 márciusában bejelentették, hogy a The Pussycat Dolls Tour ismét késik a folyamatban lévő Covid19-pandémia miatt. A csapat  tárgyalásokat folytat Cardi B-vel, Megan Thee Stallion-nal, és a Karol G-vel való együttműködésről is, valamint kifejezi azon vágyát, hogy ismét működjön együtt Snoop Dogg-gal. Jessica Sutta azt is megerősítette, hogy a React-et egy újabb kislemez követte volna, a pandémia miatt azonban törölték.
2022 januárjában Scherzinger hivatalosan is megerősítette a turné lemondását egy Instagram-történet bejegyzésben. A hivatalos indokok „a világjárvány körülményeinek alakulására” hivatkoztak. Nem sokkal azután, hogy a csapat tagjai, Sutta és Bachar megerősítették, hogy csak Scherzinger Instagram-bejegyzéséből értesültek a turné lemondásáról, és így nyilatkoztak: „El akarjuk mondani, milyen hihetetlenül csalódottak vagyunk, amikor értesültünk arról, hogy a turnét törölték”. ”Egyelőre nem érkezett hivatalos értesítés erről.” Antin megerősítette a turné lemondását is, kijelentve, hogy "mindannyian hoztunk személyes és anyagi áldozatokat is"... később pedig megerősítette, hogy "ez a helyzet igaz" amely egyszer talán napvilágot lát. Annak ellenére, hogy a turné lemondását "egy fejezet végeként" emlegették, Sutta és Bachar optimisták maradtak a csapat jövőjét illetően. Wyatt kijelentette, hogy ő és Roberts továbbra is azt akarják, hogy a turné megtörténjen. Noha Antin és Scherzinger megerősítette, hogy az utolsó ismert turnédátumokat törölték, a Live Nation webhelye 9 új brit és ír turnélistát sorol fel a csapathoz az „átütemezett” dátum alatt.
2022. május 28-án az Universal Music Group kiadta a Celebrating Pride: The Pussycat Dolls című válogatás EP-t, amely hat korábbi kislemezt tartalmaz, köztük a Don't Cha, Buttons, Stickwitu, When I Grow Up, Beep, és az I Don't Need a Man.

## Szólókarrierek
2006-ban Nicole Scherzingert a híres rapper Sean Combs kérte fel egy duettre a Come to Me című dalához. A kislemez 9. lett az amerikai Bilboar Hot 100-on és negyedik lett az UK Singles Charton.
2005-2007 között Nicole első szólóalbumát is elkészítették a Her Name Is Nicole-t, amely hivatalosan még nem jelent meg. 2007 júliusa és decembere között az albumról négy kislemez jelent meg. A kislemezek közül egyik se került fel a Billboard Hot 100-ra, de a will.i.ammel készült Baby Love Angliában 14. lett Németországban pedig ötödik. Ezen kívül több előadóval is énekelt duettet.
2007-ben Melody Thornton egy amerikai rapperel, Jibbssel énekelte el egyik dalát a Go Too Far-t, amelybő kislemez is készült. Melodí egy interjúban elmondta, hogy ő is tervezi egy szólóalbum kiadását, de eddig nem jelentek meg tőle szólódalok.
2008-ban Ashley Roberts szerepet kapott a Make It Happen című filmben.
Kimberly Wyatt szerepelt a VH1 egyik valóság showjában, a Celebracadabra-ban.
2007-ben Jessica Sutta szerepelt Paul van Dyk White Lies című klipjében és Dave Audé Make It Last című klipjében. A White Lies elérte az első helyet az amerikai Billboard's Hot Dance Airplay slágerlistán, amely ezzel Paul van Dyk addigi legsikeresebb kislemeze lett.
2008. március 28-án Carmit Bachar az E! című műsorban elmondta, hogy 2009-ben új szólóalbummal fog jelentkezni. Az albumról már megjelent egy demófelvétel, amely a Carmasutra című dalból készült.

## Turnék
2006-ban a Pussycat Dolls már bejárta Észak-Amerikában a The Black Eyed Peas-sel. Ezen kívül a lányok felléptek már az Egyesült Királyságban, Európában, a Fülöp-szigeteken és Malajziában az évente megrendezett Singfesten.
2006. augusztus 8-án, a lányok felléptek Malajzia fővárosában Kuala Lumpurban. A lányokat figyelmeztették, hogy itt az emberek konzervatív muszlim vallásúak és nem léphetnek fel lenge öltözetben (a muszlim nőknek még a válluk vagy a bokájuk sem látszódhat ki a ruhájuk alól), ők mégis a szokásos előadásukkal léptek fel. Malajzia Kulturális és Örökségi Minisztere Datuk Mohamad Arif Abdul Rahman a The Malay Mailnak adott interjújában azt mondta, hogy: „Úgy gondolom, hogy a Pussycat Dolls fellépése rendkívül durva és illetlen volt”. A lányoknak 5000 ringit (1358 USA dollár) bírságot kellett fizetnie a „botrányos” fellépés miatt.
2006 novemberétől 2007 januárjáig tartott a lányok PCD World Tour nevű turnéja, melynek Rihanna volt a lányok előénekese. 2007. február 4-én a lányok felléptek a manchesteri Evening News Arénában.
2007-ben a Pussycat Dolls volt Christina Aguilera Back to Basics Tourjának észak-amerikai részén az előzenekar a Danity Kanenel és a NLT-vel. Felléptek még Bukarestben is a Cokelive Fesztiválon, és a Live Earth keretein belül a londoni Wembley Stadionban.
2009. január 18-án megkezdődött a skót Aberdeen-ben az Aberdeen Exhibition Centreben a Pusycat Dolls második nagy koncertsorozata a World Domination Tour, amelyen a lányokkkal fellép Ne-Yo és Lady Gaga.
A Pussycat Dolls volt Britney Spears The Circus: Starring Britney Spears turnéjának nyitózenekara.

## Az együttes összes tagja

### Tánccsoport
- Robin Antin (eredeti tag, koreográfus 1993-2005)
- Christina Applegate (eredeti tag, 1993-2002)
- Linh Le (eredeti tag, 1993-?)
- Carmit Bachar (original member, 1995-2003)
- Cyia Batten (original member, 1995-2003)
- Kasey Campbell (original member, 1995-2003)
- Kiva Dawson (original member, 1995-2001)
- Lindsley Allen (original member, 1995-2001)
- Erica Gudis (original member, 1995-2001)
- Antonietta Macri (original member, 1995-2001)
- Erica Breckels (Original member, 1995-2001)
- Katie Bergold (original member, 1995-2001)
- Staci Flood (original member, 1995-2003)
- Carmen Electra (2001-2003)
- Christina Aguilera (2002) (részt vett együttes Maxim fotózásán)
- Nadine Ellis (2003)
- Andre Carra
- Erika Le
- Rachel Sterling
- Chelsea Rafanan
- Rebecca Pickering

### Zenei együttes
- Robin Antin (2003-2005)
- Carmit Bachar (2003-2008)
- Cyia Batten (2003-2005)
- Kasey Campbell (2003-2005)
- Kaya Jones
- Staci Flood (2003)
- Asia Nitollano (2007)

2010 elején Ashley Roberts és Kimberly Wyatt is kilépett a Pussycat Dollsból.

## Diszkográfia

### Stúdióalbumok
- 2005: PCD
- 2008: Doll Domination

### Válogatásalbumok
- 2009: The Pussycat Dolls: Greatest Hits

### Koncert DVD-k
- 2006: Pussycat Dolls: Live from London

### Turnék
| Önálló turnék - PCD World Tour (2006–2007) - Doll Domination Tour (2009) - The Pussycat Dolls Tour (törölve) | Támogató aktus - Honda Civic Tour (2006) - Back to Basics Tour (2007) - The Circus Starring Britney Spears (2009) |